# نائل الشريف
نائل الشريف من المؤسسين حركة الأحرار الفلسطينية مع خالد أبو هلال وتراس الجناح العسكري لحركة الأحرار التي سميت بكتائب الأنصار، وسبق أن عمل مع كتائب شهداء الأقصى قبل أن تستولي حماس على قطاع غزة وكان مسئولا عن تشكيلا كتائب شهداء الأقصى غرب غزة. تربطه علاقات جيدة مع حركة حماس. إلا أن الجناح العسكري لحركة الأحرار والذي يتراسه الشريف شارك في الحرب على قطاع غزة في يناير 2009م وكان الحركة وجناحها العسكري من ابرز الحركات التي عملت على صد الاحتلال.